# Giulia tenuis
Giulia tenuis är en svampart som först beskrevs av Pier Andrea Saccardo, och fick sitt nu gällande namn av Tassi ex Sacc. & D. Sacc. 1906. Giulia tenuis ingår i släktet Giulia, divisionen sporsäcksvampar och riket svampar.   Inga underarter finns listade i Catalogue of Life.